# Los novios
Los novios (en italiano: I promessi sposi) es el título de la obra más importante del escritor italiano Alessandro Manzoni. El libro es el primer exponente de la novela italiana moderna y con la Divina comedia de Dante Alighieri es considerada la obra de literatura italiana más importante y estudiada en las escuelas italianas.

## Trama
La novela transcurre en Lombardía, principalmente en Lecco (en la fracción de Acquate) y Milán, entre 1628 y 1630. Cuenta la historia de los prometidos Renzo y Lucía, quienes se ven separados por maquinaciones criminales y que tras varias aventuras vuelven a reunirse al final.
Ambientada en el norte de Italia a principios del siglo XVII, durante el gobierno español, es en realidad un velado ataque a Austria, quien controlaba la región al tiempo de escribirse la novela (la versión definitiva se publicó en 1842).

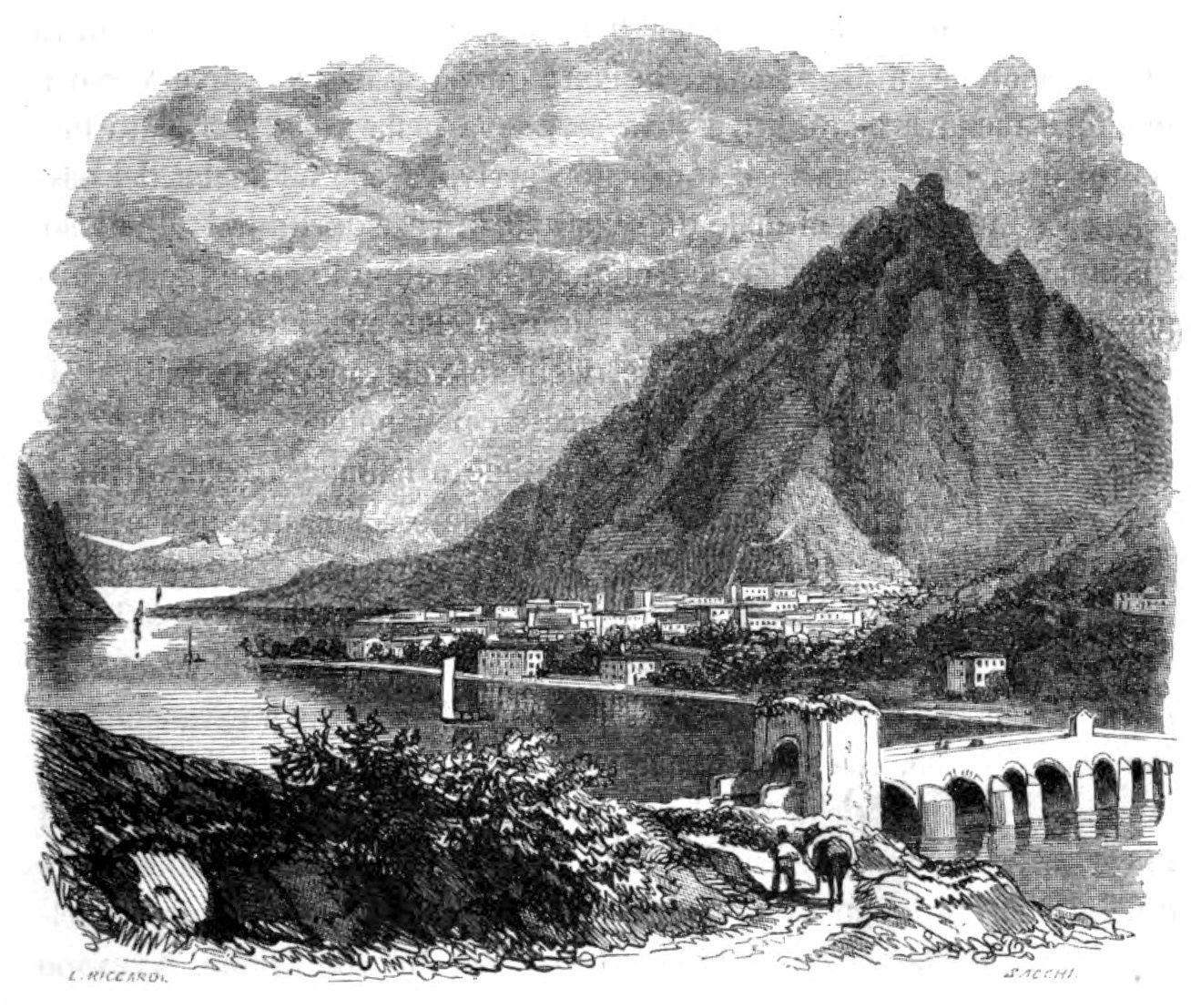
El lago de Como en una ilustración del primer capítulo. Ed. 1840.

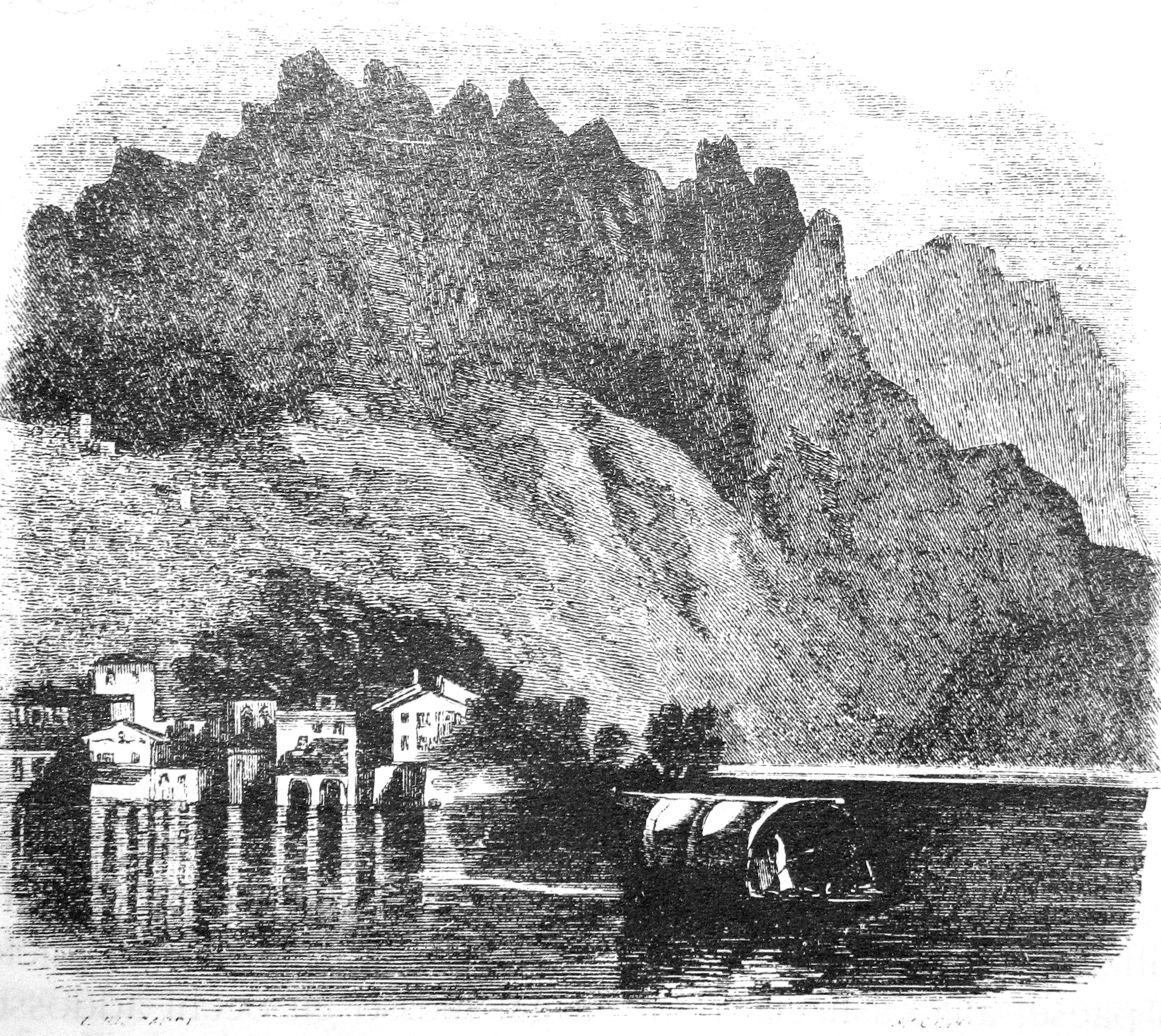
«Addio monti...» («Adiós, montes»): la fuga. Ed. 1840.

Destaca igualmente por la extraordinaria descripción de la peste milanesa de 1630.
El señor del lugar, Don Rodrigo, obliga a Don Abbondio, cura de un pequeño pueblo junto al lago Como, a no celebrar el matrimonio entre Renzo Tramaglino y Lucía Mondella, quienes tienen que abandonar la aldea. Lucía y su madre, Agnese, ayudadas por fray Cristóforo, se refugian en un convento de Monza, mientras que Renzo marcha a Milán para obtener apoyo que le permita ganar su causa. Don Rodrigo hace entonces que a Lucía la rapte el Innominato ('El Innominado'). Pero la vista de la joven, tan injustamente atormentada, y la llegada del cardenal Borromeo provocan en el Innominado una profunda crisis de conciencia: en lugar de entregar a la joven a las manos de Don Rodrigo, la libera.
Entre tanto, Renzo ha llegado a Milán, en tiempos de perturbaciones y tumultos por la carestía del pan. Al final, tiene que huir a Bérgamo. Lombardía está asolada por la guerra y la peste, pero Renzo regresa a Milán para reencontrarse con su novia. Encuentra a Lucía en un dispensario al lado de fray Cristóforo que cuida a los enfermos; entre ellos, abandonado por todos, se encuentra Don Rodrigo moribundo. Cuando se erradica la peste, después de tantas vicisitudes, Renzo y Lucía pueden al fin casarse.

## Personajes

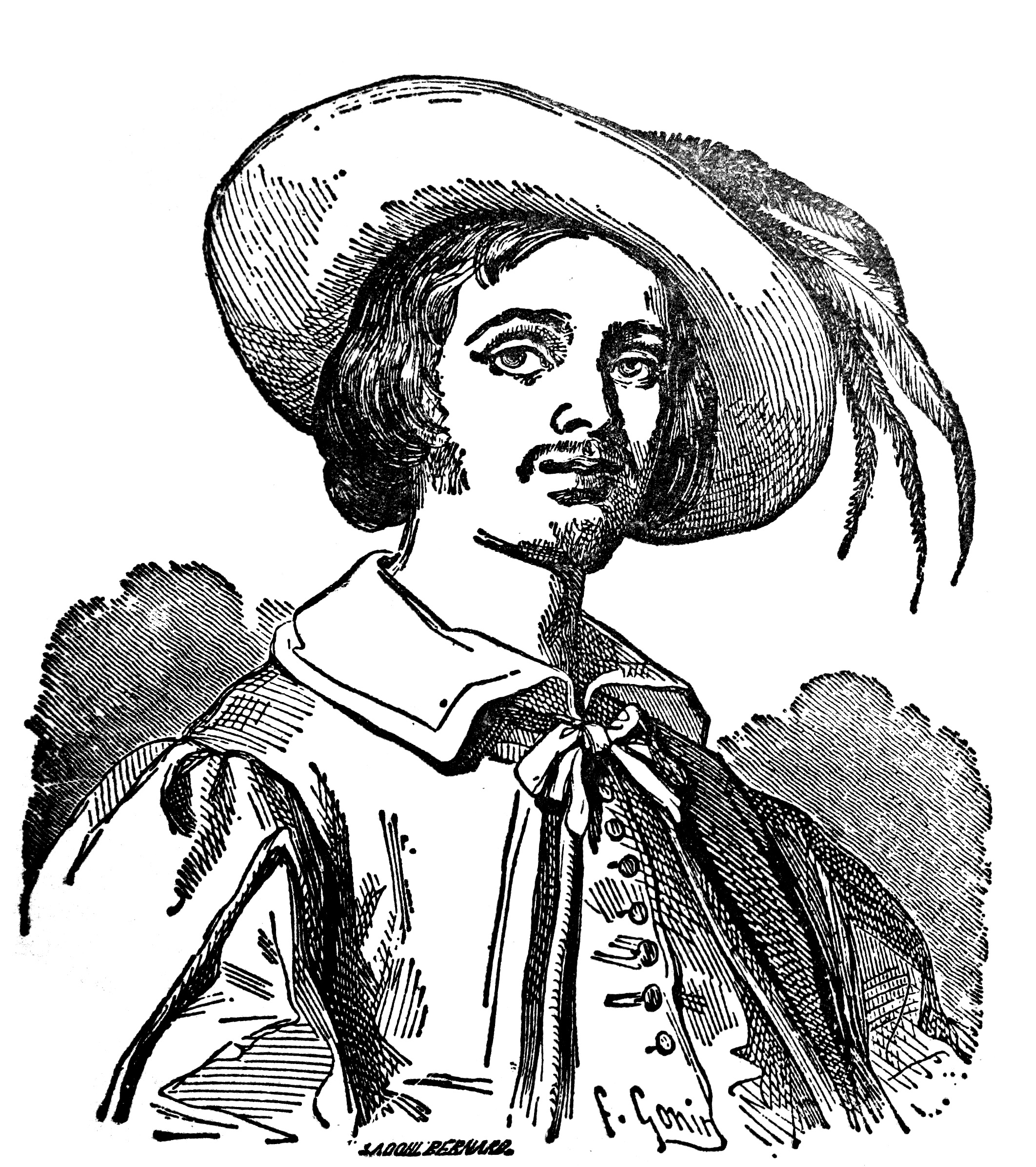
Renzo. Ed. 1840.

- Renzo Tramaglino es un joven de origen humilde prometido a Lucía, quien lo ama profundamente. Al principio es bastante ingenuo, pero se va haciendo más hábil a lo largo de la novela, según va enfrentándose a muchas dificultades: es separado de Lucía y luego injustamente acusado de ser un criminal. Hasta cierto punto, Renzo tiene mal genio, pero es también amable y honesto.

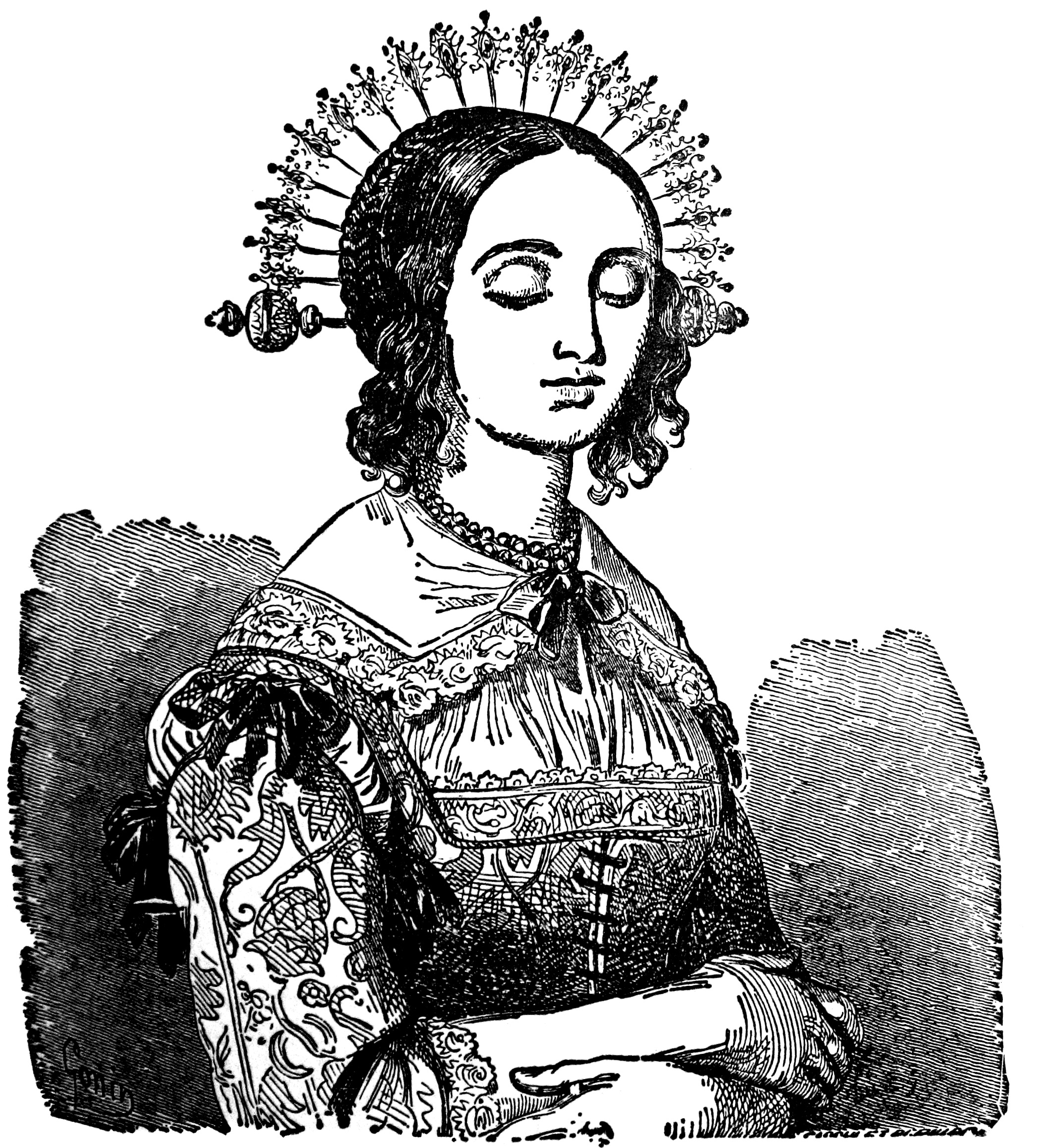
Lucía. Ed. 1840.

- Lucía Mondella es una joven piadosa y buena, que ama a Renzo. La fuerzan a huir de su ciudad y escapar de Don Rodrigo (en una de las escenas más famosas de la literatura italiana: el «Addio monti»).

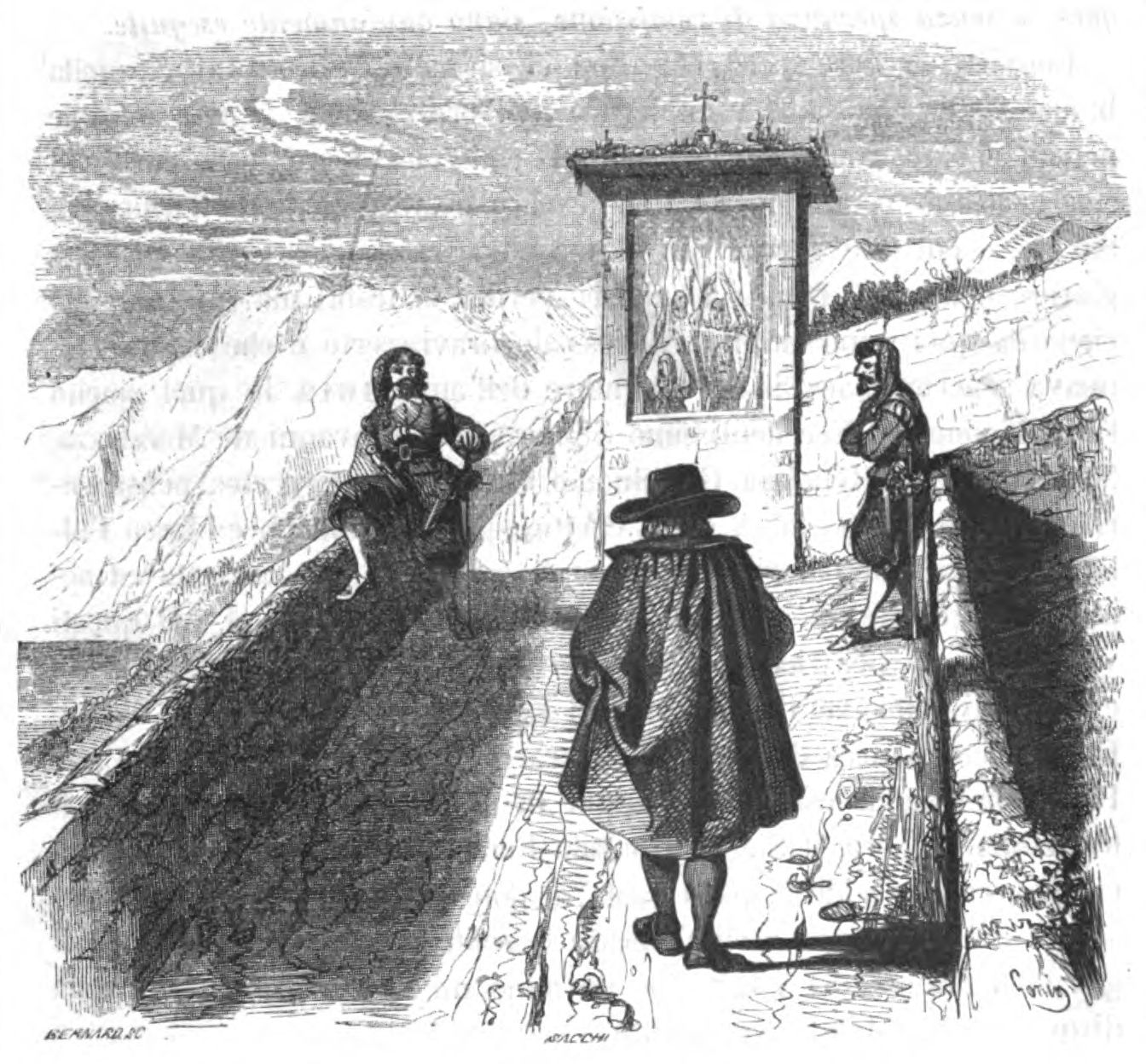
Don Abbondio y los hombres de Don Rodrigo. Ed. 1840.

- Don Abbondio es el sacerdote que rechaza casar a Renzo y Lucía porque ha sido amenazado por los hombres de don Rodrigo; se reencuentra con los protagonistas varias veces a lo largo de la novela. Es cobarde, moralmente mediocre, y proporciona la mayor parte del alivio cómico de la novela; sin embargo, no es solo un personaje tipo, puesto que sus defectos morales son retratados por Manzoni con una mezcla de ironía, tristeza y piedad, como ha señalado Luigi Pirandello en su ensayo Sobre el humor (Saggio sull'umorismo).

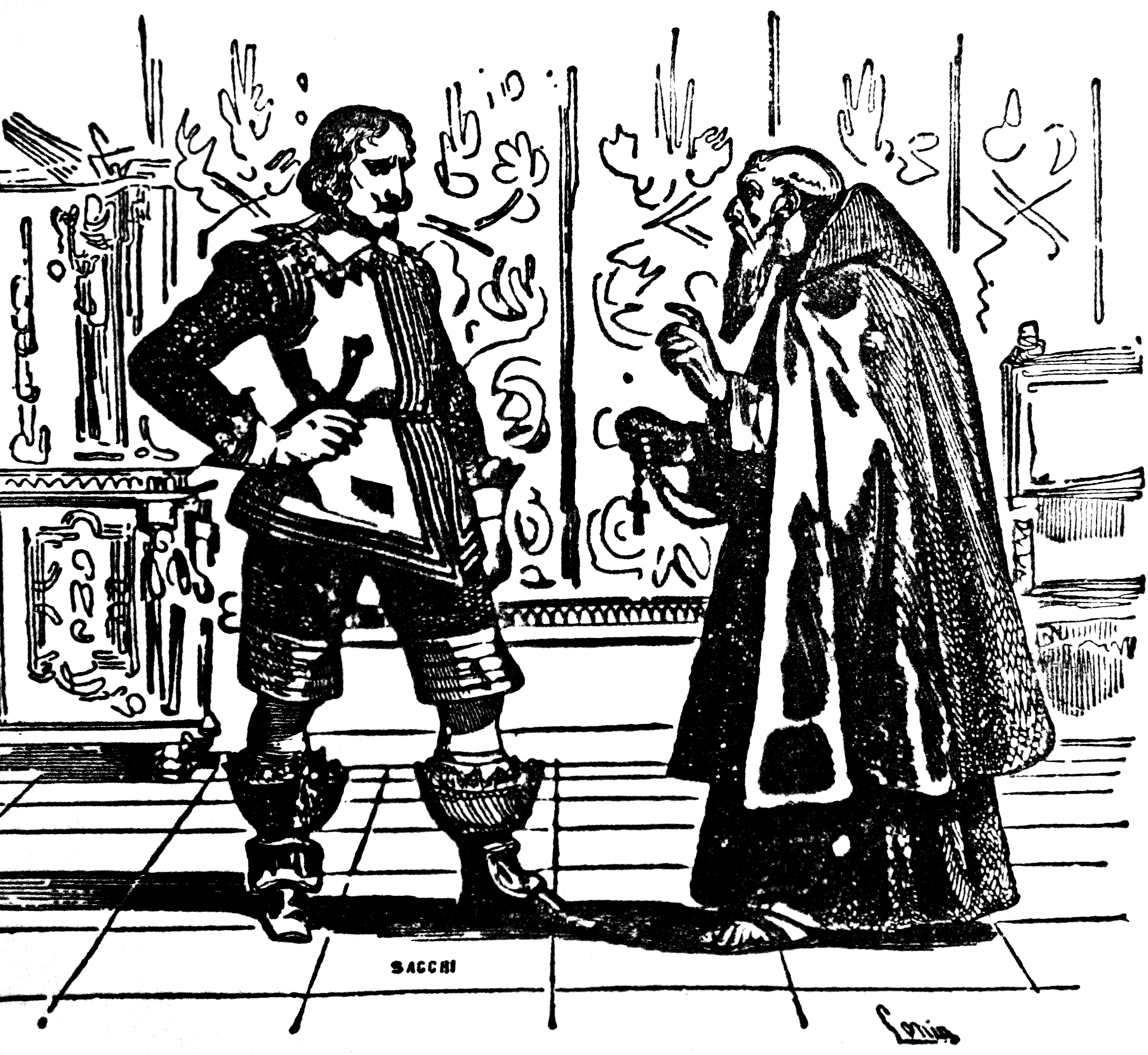
Fra Cristoforo y Don Rodrigo. Ed. 1840.

- Fra Cristoforo es un fraile valiente y generoso que ayuda a Renzo y Lucía, actuando como una especie de «figura paterna» para ambos y como la brújula moral de la novela. Fra Cristoforo era un hijo de familia rica que se unió a la orden capuchina después de matar a un hombre.

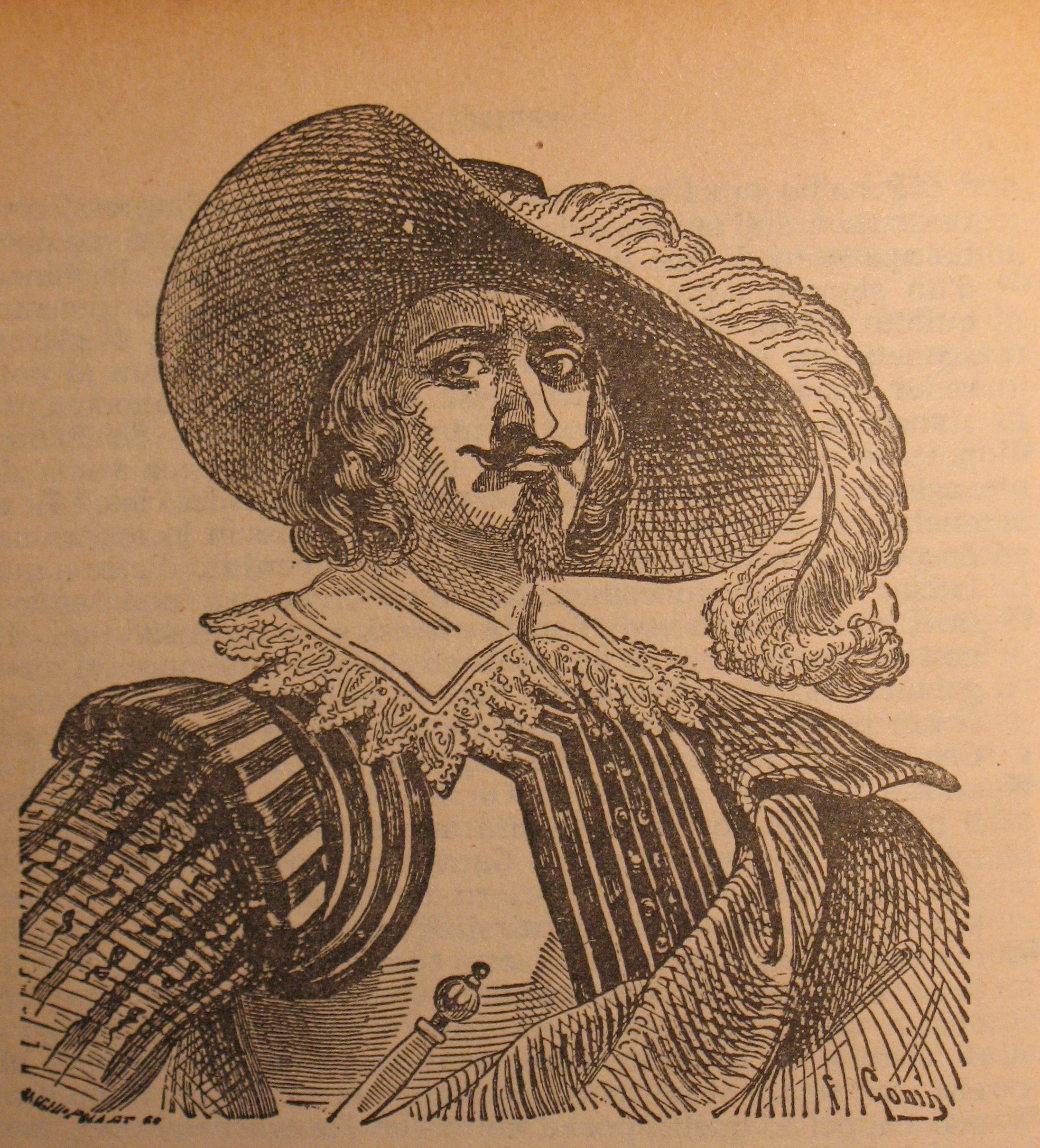
Don Rodrigo. Ed. 1840.

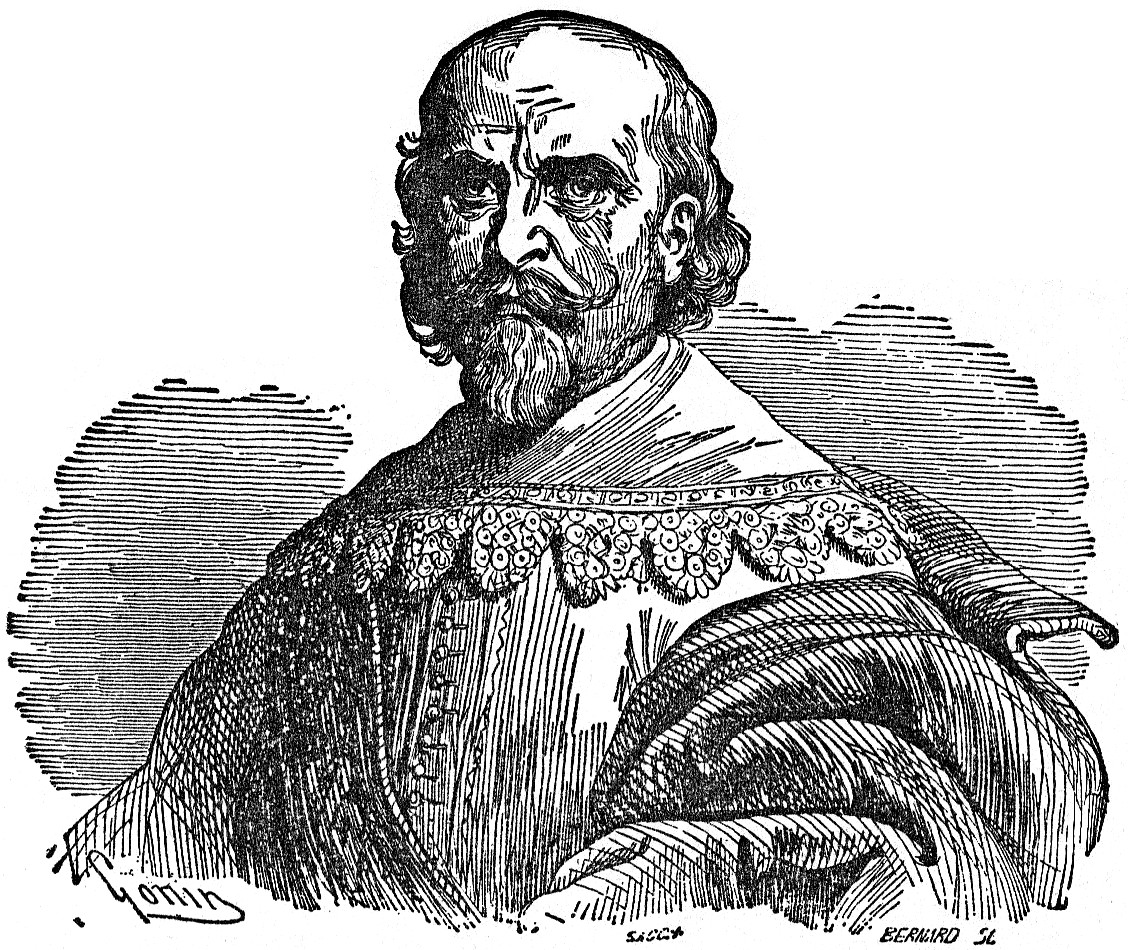
El innominado. Ed. 1840.

- Don Rodrigo es un noble cruel y despreciable y el principal villano de la novela. Decide evitar por la fuerza el matrimonio entre Renzo y Lucía, y amenaza con matar a Don Abbondio si los casa e intenta secuestrar a Lucía.
- L'Innominato (literalmente: el Innominado) es probablemente el personaje más complejo de la novela, un poderoso y temido criminal que se encuentra dividido entre su feroz pasado y el creciente disgusto que siente hacia su vida. Está basado en un personaje histórico real: según algunos, alguien que vivió en Bagnolo Cremasco en el siglo XVI; según otros, Francesco Bernardino Visconti, de quien descendía el propio autor por vía materna: la madre de Manzoni era Giulia Beccaria, hija de Cesare Beccaria, quien, también por vía materna, era un Visconti.
- Agnese es la madre de Lucía; representa la ignorancia y la sabiduría popular del pueblo.
- Federico Borromeo es un virtuoso y celoso cardenal. El personaje literario está basado en el personaje histórico del mismo nombre.
- Perpetua (ama de llaves) es la parlanchina sirviente de don Abbondio.

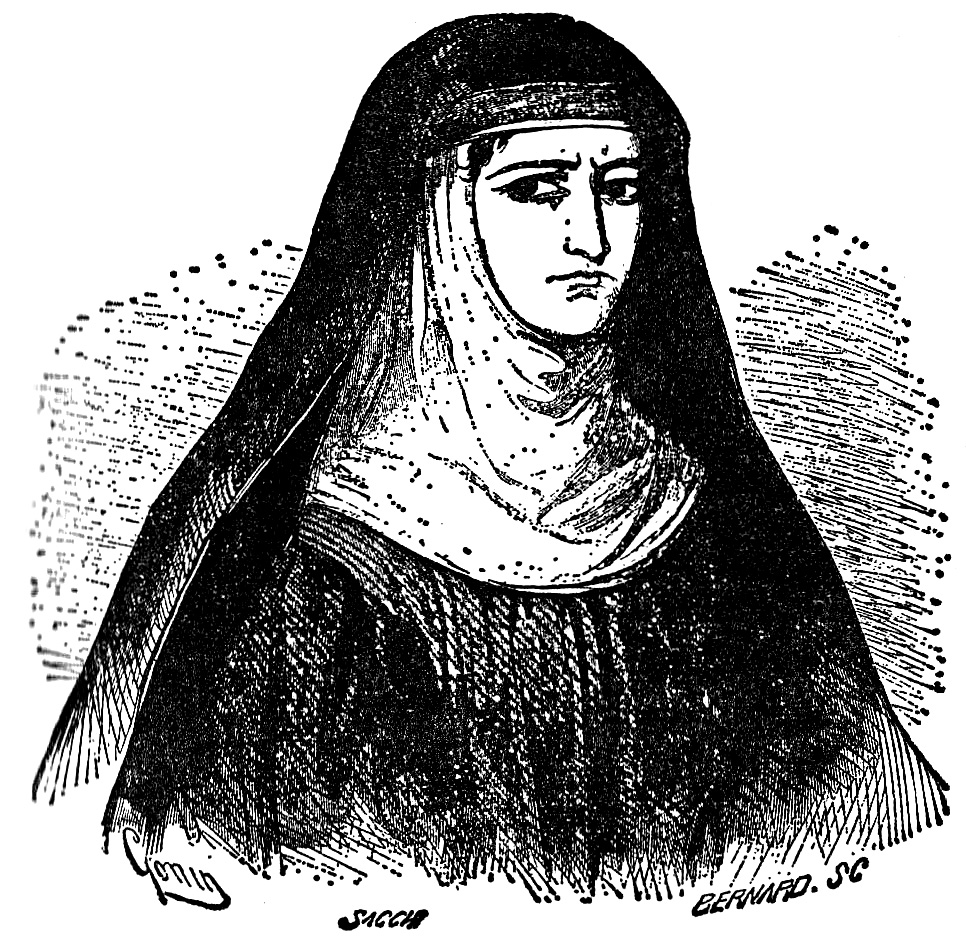
La monja de Monza. Ed. 1840.

- La monaca di Monza (la monja de Monza) es una figura trágica, una mujer amargada, frustrada y ambigua. Se hace amiga de Lucía y llega a estimarla sinceramente, pero su oscuro pasado aún la persigue. El personaje literario está basado en el histórico de Virginia María de Leyva.
- Griso es uno de los hombres de don Rodrigo, silencioso y traidor.
- Azzecca-garbugli es un abogado corrupto.
- Conde Attilio es el malevolente primo de don Rodrigo.
- Nibbio (Milano) es la mano derecha del Innominato.
- Don Ferrante es un falso intelectual y estudiante erudito que cree que la plaga está causada por fuerzas astrológicas.
- Donna Prassede es la esposa de Don Ferrante, que desea ayudar a Lucía pero también es una intolerante ligeramente arrogante.

## Galería

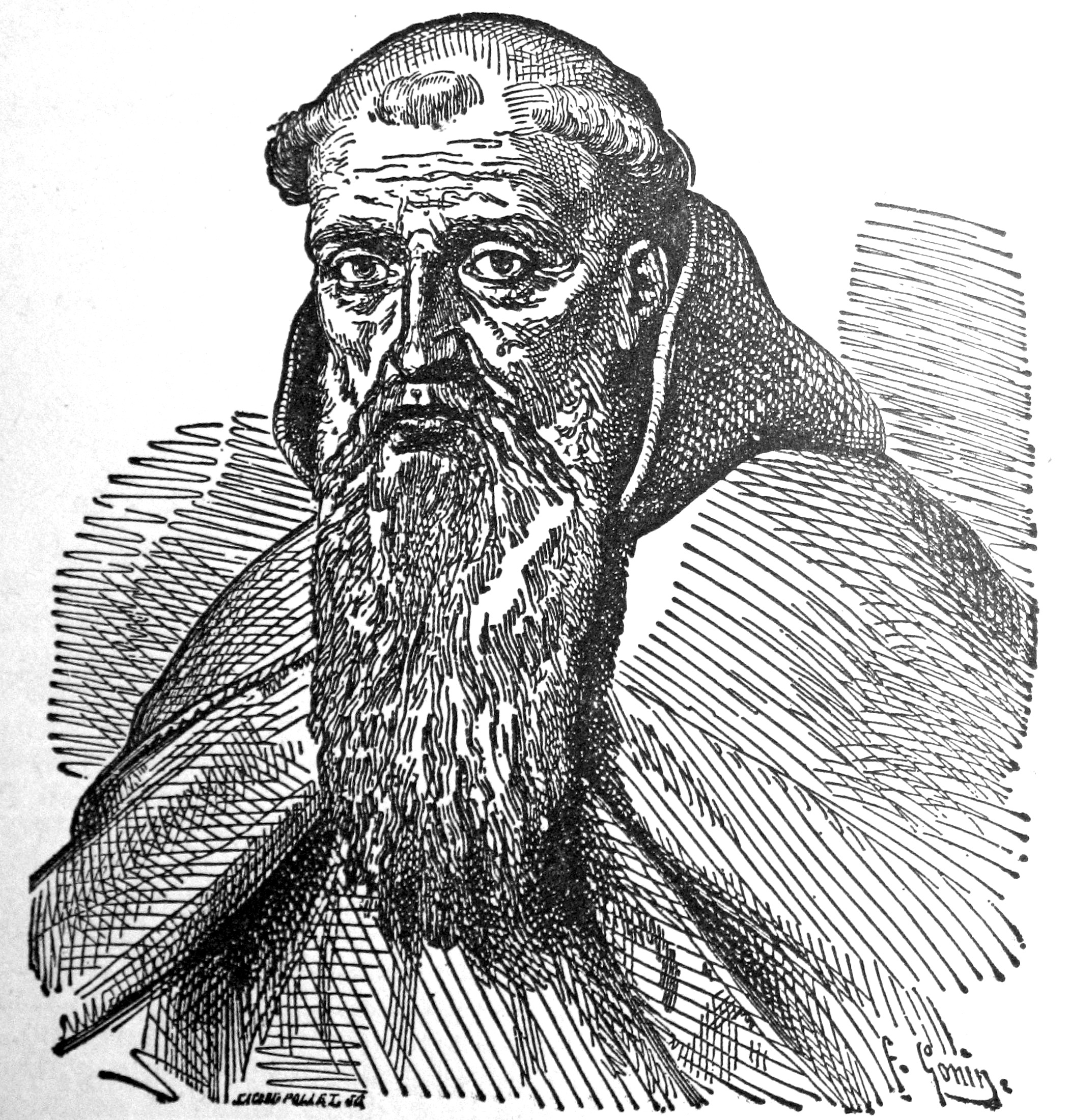
Fra Cristoforo. Ed. 1840.
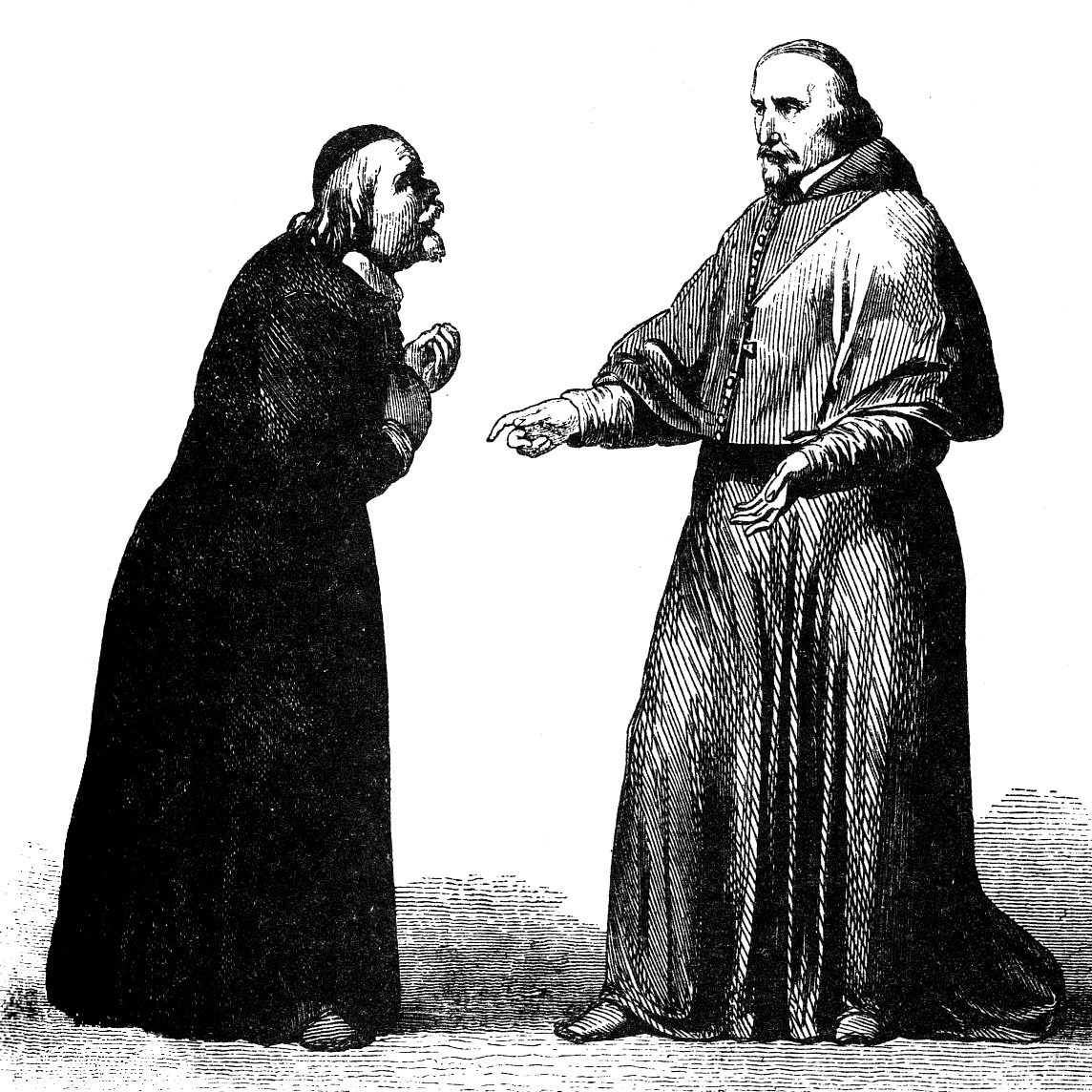
El cardenal y Don Abbondio. Ed. 1840.
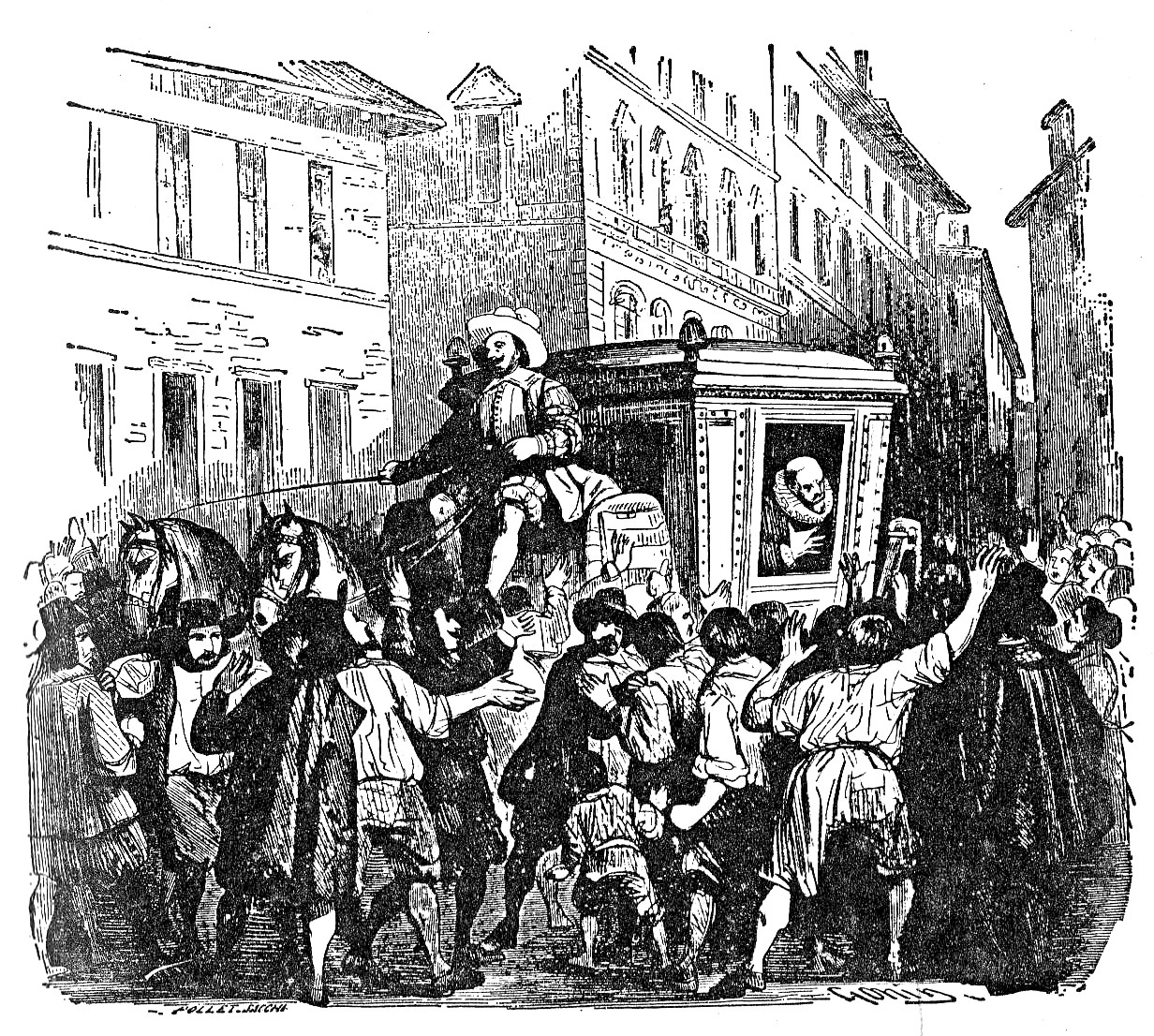
El Gran Canciller del capítulo 13.
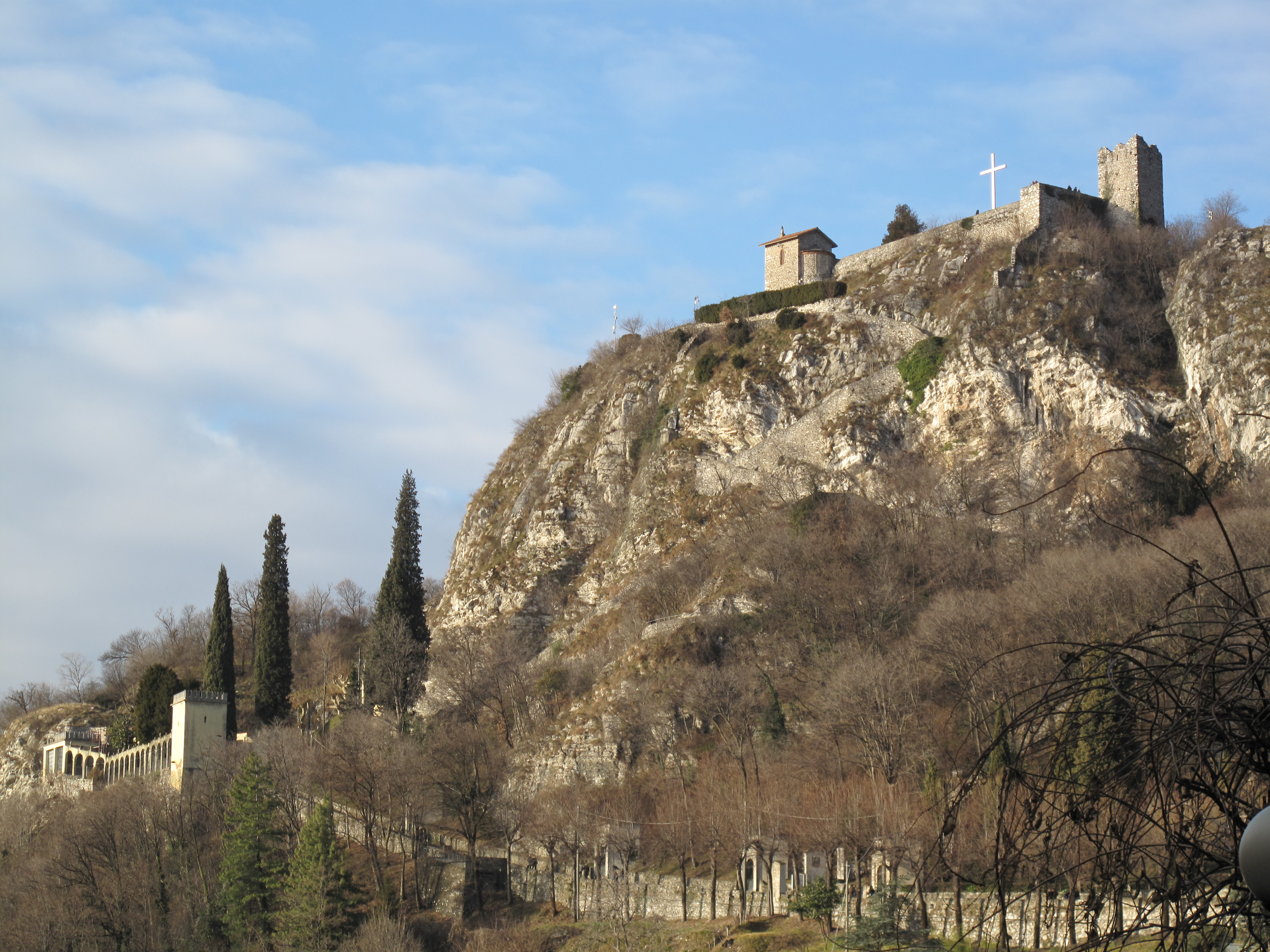
Vista del monte con el castillo a la derecha y el Santuario de San Jerónimo Emiliano abajo a la izquierda.
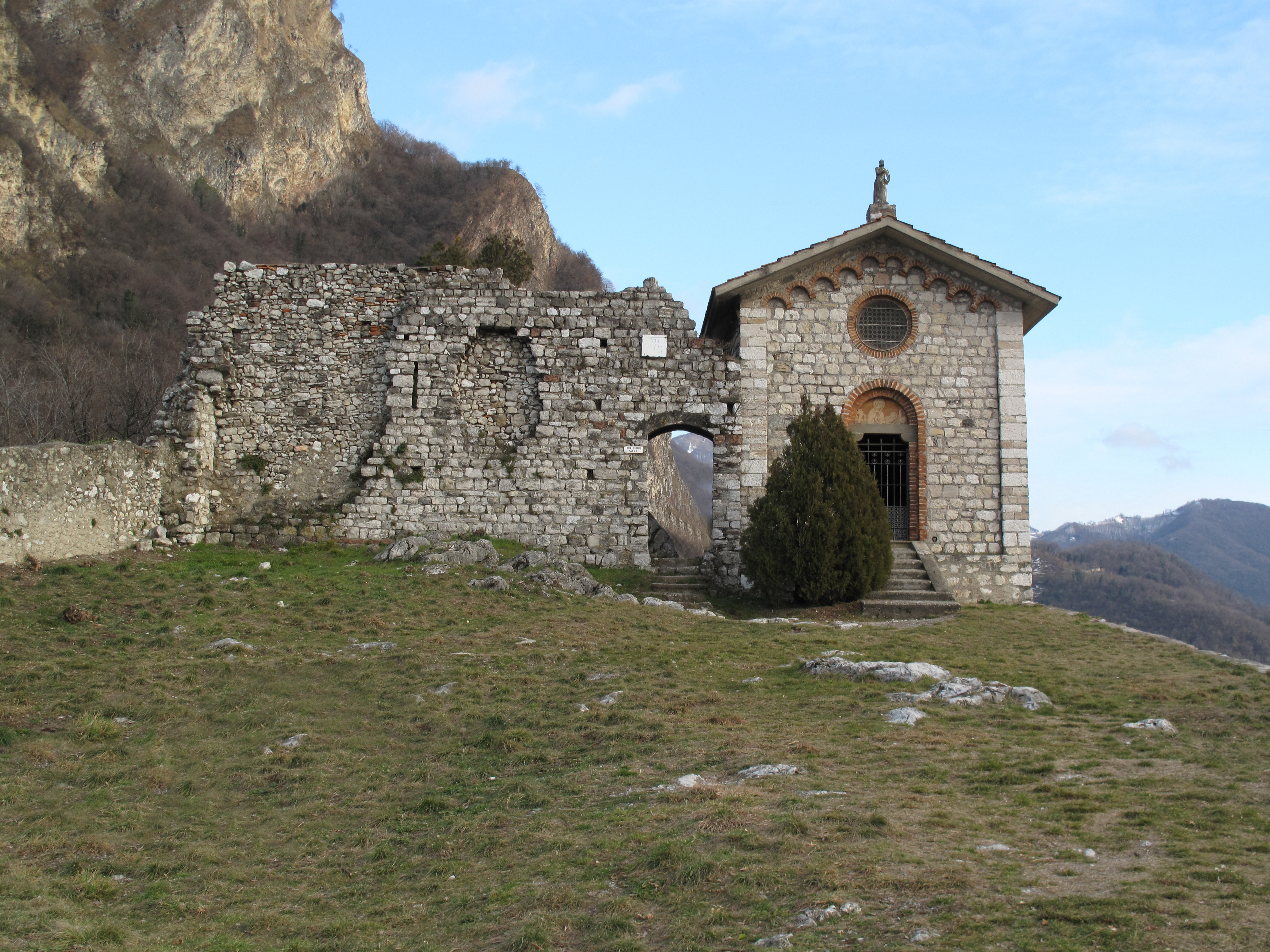
Frontal del castillo en Vercurago.
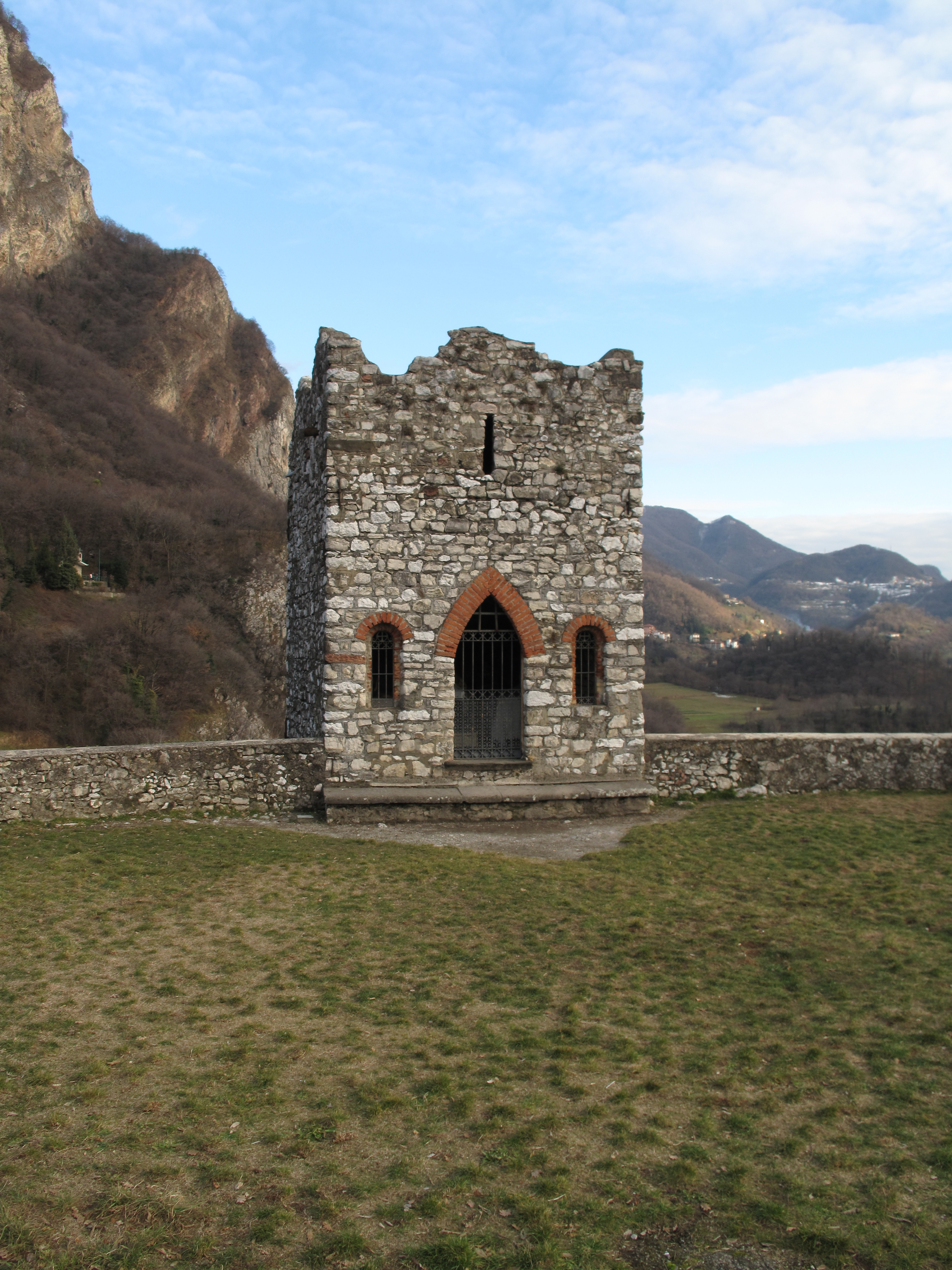
Restos del torreón del castillo.

## Evolución
La primera edición data de 1827, la definitiva de 1842.
- 1821–1823: primera versión, en cuatro partes, de Fermo y Lucía, el nombre de los dos personajes principales, y presenta personajes y episodios distintos de los de la versión definitiva, en una lengua mezcla de lombardo, toscano, francés y latín. Esta versión no fue publicada por Manzoni.
- 1824–1827: segunda versión y primera publicación de I promessi sposi en tres tomos, conocida como ventisettàna ('del 27'). Esta edición fue publicada por Manzoni en 1827, con el título de Los novios, historia milanesa del siglo XVII, descubierta y reescrita por Alessandro Manzoni. Tuvo un gran éxito.
- 1840–1842: Manzoni no quedó todavía satisfecho con el resultado obtenido en 1827. Consideró que la lengua en la que estaba escrita la novela estaba muy vinculada a sus orígenes lombardos. En consecuencia, el mismo año 1827 marchó a Florencia para, como él mismo dijo, la «risciacquatura in Arno», es decir, el «aclarado en las aguas del Arno»,[1] y someter su obra a una revisión lingüística profunda, inspirada en el modelo florentino. Entre 1840 y 1842 Manzoni publicó la segunda y última edición de I promessi sposi. También es conocida como la Quarantana ('del 40'). Es considerada la edición definitiva y de referencia.

## Valoración
Como novela histórica, Los novios fue inspirada por el Ivanhoe de Walter Scott, y es la primera novela histórica italiana. Pero lejos de ser un mero trabajo de ficción histórica, la novela trata una variedad de temas: desde la cobardía, la naturaleza hipócrita de un sacerdote (Don Abbondio) y la heroica santidad de otros (Padre Cristoforo, Federico Borromeo), hasta la fuerza inquebrantable del amor (la relación entre Renzo y Lucía y la lucha de estos novios para poder finalmente reencontrarse y casarse), y ofrece algunas agudas observaciones sobre los recovecos de la mente humana.
El protagonista de la novela es la Divina Providencia, «epopeya de la providencia», dijo Attilio Momigliano. Al final del libro, se dice: «Después de debatirse largamente y buscar juntos, concluyeron que los problemas a menudo vienen, sí, porque les damos motivo para ello; pero que la conducta más cauta e inocente no es suficiente para mantenerlos lejos; y que cuando vienen, con culpa o sin ella, la confianza en Dios los dulcifica, y los hace útiles para una vida mejor. Esta conclusión, aunque la encuentra la gente pobre, nos ha parecido tan justa, que hemos pensado en ponerla aquí, como el jugo de toda esta historia. [...]».
Quizá no esté suficientemente valorada fuera de Italia, donde la novela está considerada una verdadera obra maestra de la literatura italiana y una de las grandes novelas europeas del siglo XIX. Aunque hay excepciones: Johann Wolfgang von Goethe, por lo demás muy alejado de la visión católica de Manzoni, sentía gran admiración por esta novela. También era una de las novelas favoritas del escritor español Pedro Antonio de Alarcón.
Merece la pena destacar que muchas expresiones, citas y nombres de la novela se usan normalmente en Italia, como «Perpetua» o «Questo matrimonio non s'ha da fare» («Este matrimonio no ha de celebrarse», usado irónicamente).

## Ediciones recientes en castellano
En España, según el ISBN, además de la citada de Muñiz:
- Los novios, Círculo de Lectores, S.A., 1997.
- Los novios, Ediciones Rialp, S.A., 2001.
- Los novios, Ediciones Alfaguara, 2004.